# Axiocerses amanga
Axiocerses amanga är en fjärilsart som beskrevs av John Obadiah Westwood 1881. Axiocerses amanga ingår i släktet Axiocerses och familjen juvelvingar. Inga underarter finns listade i Catalogue of Life.